# كلية الهندسة بجامعة الجبل الغربي (غريان)
إحدى كليات جامعة الجبل الغربي ومقرها مدينة غريان، وهي تضم الأقسام التالية:
- قسم المرحلة العامة
- قسم الهندسة الكهربائية والإلكترونية
- قسم الهندسة المدنية
- قسم الهندسة الميكانيكية والصناعية
- قسم هندسة الموارد الطبيعية
- قسم الهندسة المعمارية